# Clarence R. Huebner

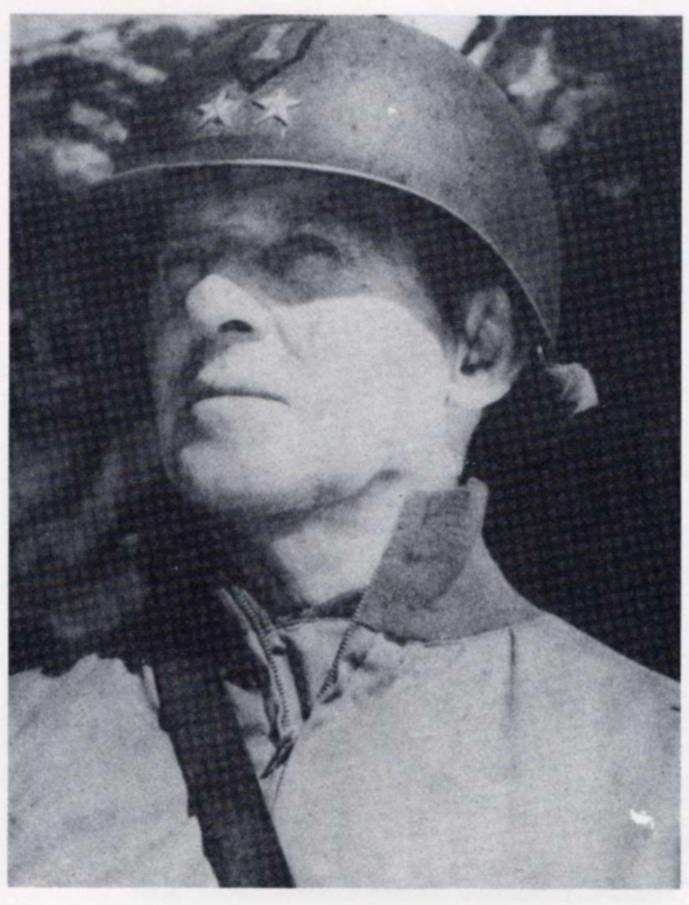
Clarence R. Huebner als Major General im Zweiten Weltkrieg

Clarence Ralph Huebner (* 24. November 1888 in Bushton, Kansas; † 23. September 1972 in Washington, D.C.) war ein US-amerikanischer Heeresoffizier, zuletzt Lieutenant General, der im Zweiten Weltkrieg die 1st Infantry Division („Big Red One“) und das V Corps führte und in der Nachkriegszeit Stabschef und stellvertretender Kommandeur des United States European Command (EUCOM) sowie 1949 kurzzeitig Militärgouverneur der amerikanischen Besatzungszone in Deutschland war.

## Leben
Huebner wurde als ältester Sohn einer Einwandererfamilie der zweiten Generation im ländlichen Kansas geboren, sein Großvater väterlicherseits stammte aus Stuttgart. Nach dem Besuch der High School ging Ralph, wie ihn Familie und Freunde nannten, zunächst an ein Business College in Grand Island, Nebraska und arbeitete nach seinem Abschluss für eine Eisenbahngesellschaft, bevor er sich 1910 als nun 21-Jähriger für den Dienst in der Army meldete. Er wurde als Private in die Regular Army aufgenommen und dem 18th Infantry Regiment zugeteilt. Nach sechs Dienstjahren als Private und Sergeant und seiner Teilnahme an der Mexikanischen Expedition 1916 absolvierte er erfolgreich die Prüfung zum Offizier und wurde im Sommer 1916 zum Second Lieutenant befördert. Es folgte eine Ausbildung an der Infantry Service School in Fort Leavenworth bis zum Eintritt der USA in den Ersten Weltkrieg.
Im Sommer 1917 wurde Huebner mit seinem neuen Regiment, der 28th Infantry, als Teil der 1st Infantry Division nach Frankreich verschifft und kam im November 1917 bei Lunéville an die Front. Im März 1918 wurde er bei Toul verwundet, als ihn eine Maschinengewehrkugel an der Vorderseite seines Helmes traf, die Verwundung machte ihm für den Rest seines Lebens gesundheitliche Schwierigkeiten. In der Schlacht von Cantigny Ende Mai übernahm der im Rang eines Captain stehende Huebner temporär den Befehl über das 2. Bataillon seines Regiments, nachdem der kommandierende Offizier tödlich verwundet worden war. Nach dem Ende der Schlacht wurde er zum Major befördert und behielt sein Kommando. In der Schlacht um Soissons im Juli wurde er erneut verwundet, als ein Granatsplitter seine Stirn traf. Er nahm an der Schlacht von St. Mihiel im September teil und erhielt während der Maas-Argonnen-Offensive im Oktober die Beförderung zum Lieutenant Colonel und die Ernennung zum Regimentskommandeur der 28th Infantry. Für seinen Einsatz im Ersten Weltkrieg erhielt Huebner das Distinguished Service Cross mit Eichenlaubcluster, die Distinguished Service Medal, den Silver Star und zweimal das Purple Heart, neben ausländischen Auszeichnungen. Nach dem Krieg war er bis Sommer 1919 an der Rheinlandbesetzung im Bereich des Brückenkopfes Koblenz beteiligt.
Nach der Rückkehr in die USA wurde er in seinen alten Rang eines Captain zurückgestuft und übernahm zunächst ein Bataillon in Camp Taylor, Kentucky. Bald wechselte er als Ausbilder an die Infanterieschule in Fort Benning, wo er bis 1922 Taktiklehrer war. 1924 begann er einen Kurs an der Command and General Staff School (CGSS) in Fort Leavenworth, den er als sechstbester von 256 Schülern abschloss, und kehrte anschließend nach Fort Benning zurück. 1927 wurde er hier zum Major befördert. Es folgte 1928 der Kurs am Army War College in Washington, D.C., bevor Huebner als Ausbilder an die CGSS zurückkehrte. 1934 wurde er ins Washingtoner Office of the Chief of the Infantry berufen, wo er bis 1938 diente und zum Lieutenant Colonel befördert wurde. Es folgte ein Aufenthalt auf Hawaii beim 19th Infantry Regiment. 1940 wurde Huebner Chef der Ausbildungsabteilung im Washingtoner Generalstab und wurde hier 1941 zum Colonel befördert.
Im Mai 1943 wurde Huebner dem Oberbefehlshaber der für die Operation Husky aufgestellten 15th Army Group, dem Briten Harold Alexander, als Deputy Chief of Staff zugeteilt. Anfang August ersetzte er auf Alexanders Ersuchen den Kommandeur der 1st Infantry Division, Terry de la Mesa Allen, und führte sie in den letzten Wochen der Schlacht um Sizilien. Als Truppenführer legte Huebner großen Wert auf Drill und Disziplin, was seine Männer in den folgenden Monaten zu spüren bekamen. Die Division wurde im Herbst 1943 nach England verschifft, um sich auf die Teilnahme an der Operation Overlord vorzubereiten. Im Rahmen letzterer führte Huebner im Juni 1944 seine Truppen bei der Landung an Omaha Beach, in den folgenden Kämpfen um den Brückenkopf, in der Operation Cobra, dem Ausbruch ins Landesinnere Ende Juli, bei der Abwehr der deutschen Gegenoffensive Unternehmen Lüttich und in der Schlacht um den Kessel von Falaise. Im Zuge der weiteren Verfolgung der deutschen Truppen an die Reichsgrenzen kam es zur Schlacht um den Kessel von Mons sowie im Oktober zur Schlacht um Aachen, in der die 1st Infantry Division eine Hauptrolle spielte. Huebner behielt den Befehl über die Division auch in der ersten Phase der Schlacht im Hürtgenwald, bis er im Dezember 1944 zum temporären Befehlshaber des V Corps ernannt wurde. Dieses übernahm er offiziell Mitte Januar von seinem Vorgänger Leonard T. Gerow.
Mit dem V Corps nahm Huebner im Raum Spa an der Abwehr der deutschen Ardennenoffensive teil, anschließend an der Operation Lumberjack in der Eifel und an der Rheinüberquerung im Raum Remagen. Es folgte ein schneller Vormarsch quer durch Deutschland, der das Korps über Kassel bis in den Raum Leipzig führte. Teile des Korps drangen bis nach Torgau an der Elbe vor, wo am 25. April 1945 (Elbe Day) Kontakt mit der Roten Armee hergestellt wurde. In den letzten Kriegstagen kam es in der westlichen Tschechoslowakei zum Einsatz.
Nach einem Aufenthalt in den USA, wo er als Assistant Army Chief of Staff G-3 im Generalstab tätig war, kehrte Huebner im August 1946 nach Deutschland zurück, wo er Stabschef des Hauptquartiers United States Forces, European Theater (ab 1947: EUCOM) in Frankfurt am Main wurde. Er war ab 1947 zugleich Deputy Commander des EUCOM und Befehlshaber der United States Army Europe und wurde zum Lieutenant General befördert. Im Mai 1949 folgte er Lucius D. Clay als amtierender Oberbefehlshaber des EUCOM und zugleich amtierender Militärgouverneur der amerikanischen Besatzungszone nach. Der Posten des Militärgouverneurs wurde im Sommer 1949 durch den des amerikanischen Hochkommissars (in Person von John Jay McCloy) ersetzt. Am 2. September 1949 übergab Huebner den Posten des Oberbefehlshabers von EUCOM an General Thomas T. Handy, unter dem er dann wieder als Deputy tätig war. Huebner verließ im August 1950 seinen EUCOM-Posten und nahm Ende des Jahres seinen Abschied aus dem aktiven Dienst. Er starb 1972 im Alter von 83 Jahren.

## Auszeichnungen (Auswahl)
- Distinguished Service Cross mit Eichenlaub
- Army Distinguished Service Medal mit zweifachem Eichenlaub
- Silver Star
- Legion of Merit
- Bronze Star
- Purple Heart (2×)